# Cynognathus
Cynognathus var en meter lange rovdyr for tidlig til Middle Trias. Det var en af de mere pattedyr -lignende af "pattedyr-lignende krybdyr", et medlem af en gruppe kaldet Eucynodontia. Den slægten Cynognathus havde en næsten verdensomspændende distribution. Fossiler hidtil blevet inddrevet fra Sydafrika, Sydamerika, Kina og Antarktis. 